# متیو بمبا
متیو بمبا (انگلیسی: Matthieu Bemba؛ زادهٔ ۳ مارس ۱۹۸۸) بازیکن فوتبال اهل فرانسه است.
از باشگاه‌هایی که در آن بازی کرده‌است می‌توان به باشگاه فوتبال امن، باشگاه فوتبال اتنیکوس اچنا، و باشگاه فوتبال نئا سالامیس فاماگوستا اشاره کرد.
وی همچنین در تیم ملی فوتبال جزیره گوادلوپ بازی کرده‌است.